# Uasi Vi Kohinoa
Uasi Vi Kohinoa (ur. 13 sierpnia 1961) – tongański sztangista, olimpijczyk, uczestnik mistrzostw świata.

## Mistrzostwa Świata
W 1993 r. na mistrzostwach w Melbourne Vi Kohinoa startował w kategorii do 76 kg. W rwaniu pierwszą próbę na 95 kg spalił, jednak następne dwie na 95 kg i 100 kg miał udane. Po rwaniu był klasyfikowany na 19. miejscu. W podrzucie zaliczył tylko pierwszą próbę na 125 kg, natomiast dwie kolejne na 130 kg spalił. W podrzucie został sklasyfikowany na 16. miejscu, a z wynikiem 225 kg w dwuboju, zajął 16. miejsce. Był to jego jedyny występ na mistrzostwach świata.

## Igrzyska olimpijskie
Vi Kohinoa raz wystąpił na letnich igrzyskach olimpijskich. Na igrzyskach w Barcelonie, startował w kategorii do 75 kg. W rwaniu zaliczył pierwszą próbę na 85 kg, jednak następne dwie na 90 kg spalił. Podrzut rozpoczął od nieudanego podejścia na 110 kg, jednak kolejne dwie próby na 110 kg i 115 kg miał udane. W dwuboju osiągnął 200 kg, co dało jemu jednak ostatnie 31. miejsce wśród zawodników, którzy ukończyli zawody.